# Кубок Реюньона по футболу
Кубок Реюньона по футболу (фр. Coupe de La Réunion de football) — ежегодный футбольный турнир на острове Реюньон, входящего в состав заморских территорий Франции. Проводится самостоятельной организацией под названием Реюньонская лига футбола, являющейся ассоциированным членом КАФ без членства в ФИФА.
Впервые турнир был проведён в 1957 году, а его победителем стал «Бурбон Клаб». Действующим победителем турнира является «Сен-Пьеруаз». Наибольшее число побед в Кубке Реюньона имеют «Сен-Пьеруаз» и «Сен-Луизьен» в активе которых по 13 титулов.
Турнир 2023 года начался в мае и завершился в октябре.
Турнир не следует путать с региональным кубком Реюньона, победитель которого получает право выступить в Кубке Франции.

## Список победителей
- 1957 — Бурбон Клаб
- 1958 — Жанна д’Арк
- 1959 — Сен-Пьеруаз
- 1960 — Жанна д’Арк
- 1961 — Патриот
- 1962 — Сен-Пьеруаз
- 1963 — Бенедиктин
- 1964 — Сен-Луизьен
- 1966 — Патриот
- 1967 — Жанна д’Арк
- 1968 — Сен-Луизьен
- 1969 — Сен-Луизьен
- 1970 — Сен-Луизьен
- 1971 — Сен-Пьеруаз
- 1972 — Бенедиктин
- 1973 — Патриот
- 1974 — Сен-Дени
- 1975 — Сен-Дени
- 1976 — Патриот
- 1977 — Сен-Дени
- 1978 — Сен-Дени
- 1979 — Сен-Дени
- 1980 — Сен-Пьеруаз
- 1981 — Сен-Луизьен
- 1982 — Сент-Андре Леопардс
- 1983 — Оуэст
- 1984 — Сен-Пьеруаз
- 1985 — Сен-Дени
- 1986 — Сен-Дени
- 1987 — Сен-Луизьен
- 1988 — Сен-Дени
- 1989 — Сен-Пьеруаз
- 1990 — Патриот
- 1991 — Стад Тампонез
- 1992 — Сен-Пьеруаз
- 1993 — Сен-Пьеруаз
- 1994 — Сен-Пьеруаз
- 1995 — Сен-Луизьен
- 1996 — Сен-Луизьен
- 1997 — Марсуэн
- 1998 — Сен-Луизьен
- 1999 — Сен-Луизьен
- 2000 — Стад Тампонез
- 2001 — Жанна д’Арк
- 2002 — Сен-Луизьен
- 2003 — Стад Тампонез
- 2004 — Эксельсиор
- 2005 — Эксельсиор
- 2006 — Сен-Полуаз
- 2007 — Марсуэн
- 2008 — Стад Тампонез
- 2009 — Стад Тампонез
- 2010 — Сент-Мариенн
- 2011 — Сен-Полуаз
- 2012 — Стад Тампонез
- 2013 — Сен-Луизьен
- 2014 — Эксельсиор
- 2015 — Эксельсиор
- 2016/17 — Сент-Сюзен
- 2018 — Сен-Пьеруаз
- 2019 — Сен-Пьеруаз
- 2021 — Сен-Луизьен
- 2022 — Сен-Пьеруаз
- 2023 — Сен-Пьеруаз

## Победители по клубам
| Клуб                | Город      | Побед | Последний |
| ------------------- | ---------- | ----- | --------- |
| Сен-Пьеруаз         | Сен-Пьер   | 13    | 2023      |
| Сен-Луизьен         | Сен-Луи    | 13    | 2021      |
| Сен-Дени            | Сен-Дени   | 8     | 1988      |
| Стад Тампонез       | Ле-Тампон  | 6     | 2012      |
| Патриот             | Сен-Дени   | 5     | 1990      |
| Эксельсиор          | Сен-Жозеф  | 4     | 2015      |
| Жанна д’Арк         | Ле-Пор     | 4     | 2021      |
| Марсуэн             | Сен-Леу    | 2     | 2007      |
| Сен-Полуаз          | Сен-Поль   | 2     | 2011      |
| Бенедиктин          | Сен-Бенуа  | 2     | 1972      |
| Бурбон Клаб         | Сен-Дени   | 1     | 1957      |
| Сент-Андре Леопардс |            | 1     | 1982      |
| Оуэст               | Сен-Поль   | 1     | 1983      |
| Сент-Мариенн        | Сен-Мари   | 1     | 2011      |
| Сент-Сюзен          | Сент-Сюзан | 1     | 2016/17   |